# Lilla Linnskär
Lilla Linnskär är en ö i Finland. Den ligger i Finska viken eller Norra Östersjön och i kommunen Hangö i den ekonomiska regionen  Raseborg i landskapet Nyland, i den sydvästra delen av landet. Ön ligger omkring 120 kilometer väster om Helsingfors.
Öns area är 0,4 hektar och dess största längd är 100 meter i sydöst-nordvästlig riktning.